# Volkswagen Golf Sportsvan
Le Volkswagen Golf Sportsvan est un monospace compact produit par la marque allemande Volkswagen de 2014 à 2020. Il remplace la Volkswagen Golf Plus basée sur la Golf V.
Un concept qui préfigurait cette voiture définitive a été dévoilé au Salon de Francfort 2013.

## Histoire

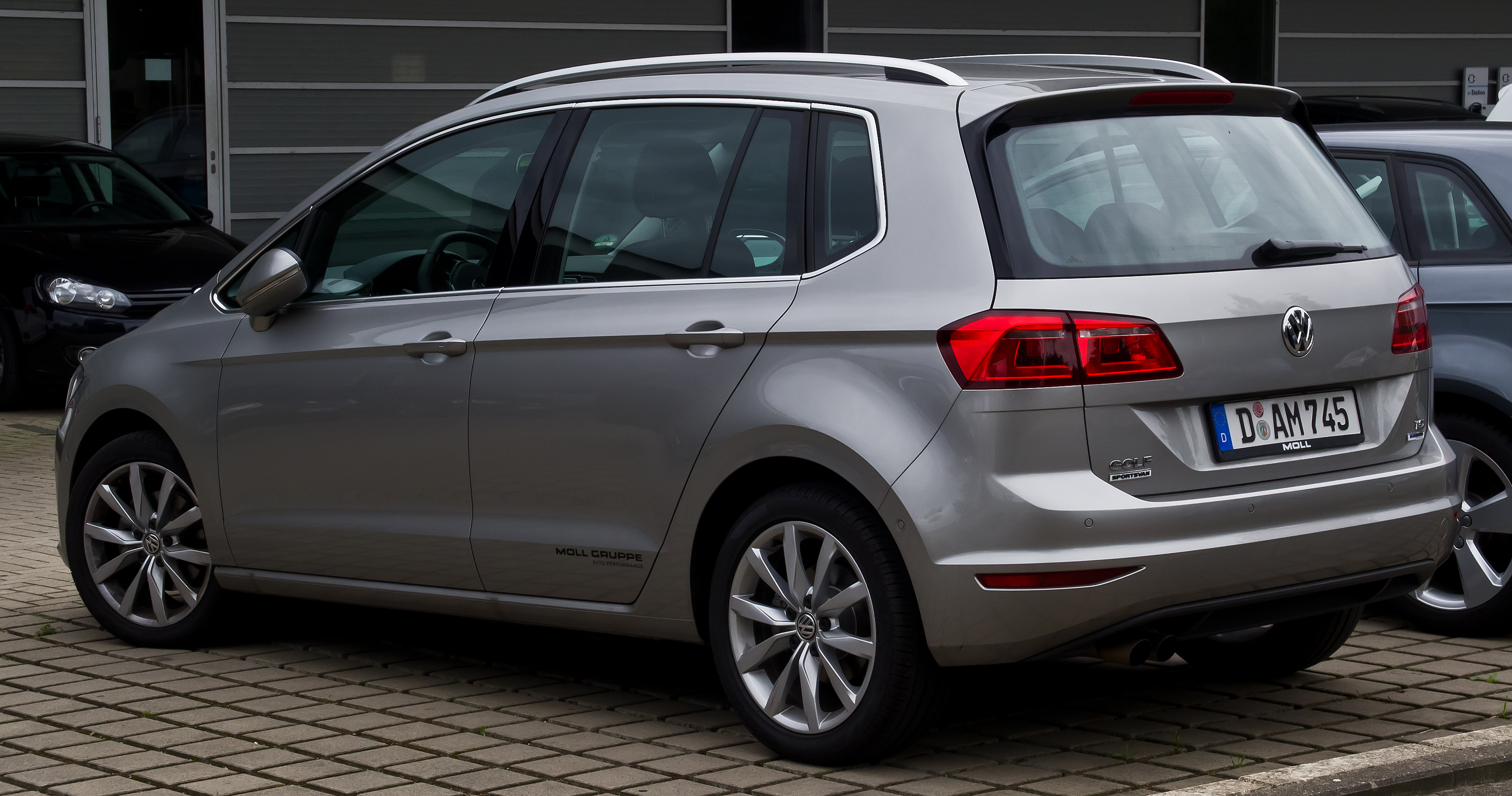
Volkswagen Golf Sportsvan

### Phase 2
En août 2017, le Golf Sportsvan est restylé à l'occasion du Salon de Francfort 2017 : les boucliers avant et arrière sont redessinés, la calandre s'affine légèrement et les phares, ainsi que les feux arrière, intègrent désormais des feux de jour à LED.

## Finitions
- Trendline
- Confortline
- Carat

### Séries spéciales
- Sound
- Allstar
- Join
- Lounge
- United

## Liens
- Site officiel